# Mănăstirea Wilhering
Mănăstirea Wilhering este o mănăstire cisterciană situată în localitatea Wilhering din Austria Superioară, ctitorită în anul 1146 de doi membri ai familiei von Wilhering, din moștenirea părintească. 
În catalogul Janauschek are numărul de ordine 222.

## Istoric
Primii călugări care au alcătuit conventul mănăstirii au venit de la Mănăstirea Rein⁠(en)[traduceți], „leagănul” Stiriei și cea mai veche comunitate cisterciană existentă în prezent. Biserica mănăstirii Wilhering a fost terminată în timpul abatelui Otto al II-lea în anul 1195.
În anul 1773 mănăstirea a fost distrusă complet de un incendiu, fiind reconstruită în timpul starețului Johann (Ioan) al IV-lea. Actuala pictură interioară, în stil baroc, a fost realizată de Bartolomeo Altomonte.
În perioada regimului nazist mănăstirea a fost confiscată, iar starețul mănăstirii Bernhard Burgstaller⁠(de)[traduceți] arestat. Acesta a murit în anul 1941 în închisoare, unde a fost lăsat să moară de foame.
Mănăstirea a intrat din nou în posesia cistercienilor după al doilea război mondial. În aripa de vest a mănăstirii funcționează din anul 1955 un gimnaziu.

## Galerie de imagini

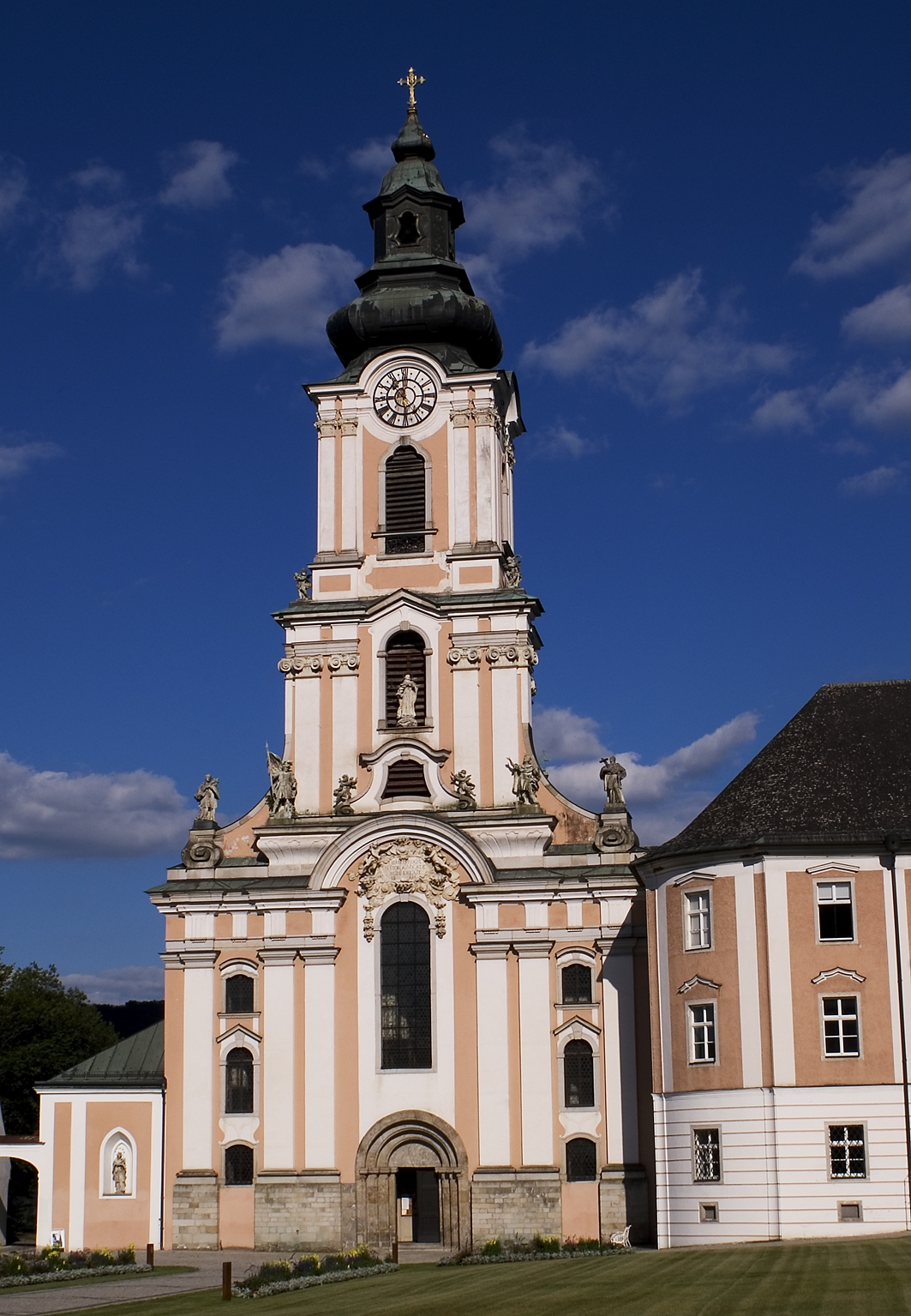
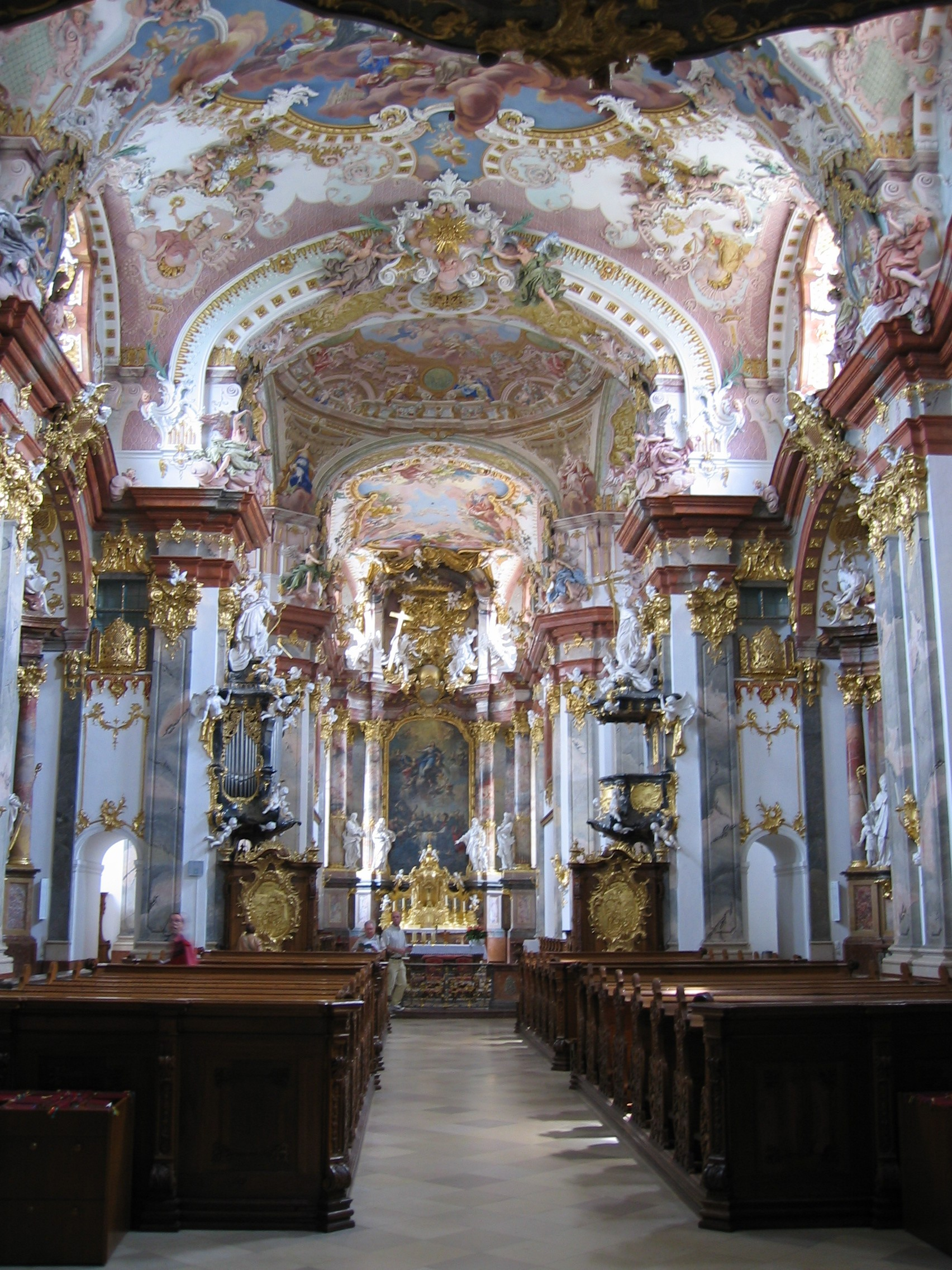